# Ophiomyxa panamensis
Ophiomyxa panamensis is een slangster uit de familie Ophiomyxidae. De wetenschappelijke naam van de soort werd in 1899 gepubliceerd door Christian Frederik Lütken & Theodor Mortensen.